# Sumpmetallfly
Sumpmetallfly (Plusia putnami) är en fjärilsart som beskrevs av Augustus Radcliffe Grote 1873. Sumpmetallfly ingår i släktet Plusia och familjen nattflyn. Arten är reproducerande i Sverige. Inga underarter finns listade i Catalogue of Life.